# Castello Cabiaglio
Castello Cabiaglio est une commune de la province de Varèse dans la région Lombardie en Italie.

## Toponyme
La première partie, ajoutée en 1940 a une signification évidente. 
Cabiaglio pourrait venir du latin par cavealis de cavea : clôture ou capulum (câble pour le transport du bois).

## Administration
| Période                                  | Période  | Identité       | Étiquette | Qualité |
| ---------------------------------------- | -------- | -------------- | --------- | ------- |
| 8/6/2009                                 | En cours | Marco Galbiati |           |         |
| Les données manquantes sont à compléter. |          |                |           |         |

### Hameaux
Monte Campo dei Fiori, Trifò, Fontana Rossa, Monte Martinello, la Biòta, Casa Coletti, Rossa, Bigada, Or du la Bianca, Squarada, Funtanin bianc, Ov da poma, Filino, Pian dei nisciuran, Rebèc, Rizadun, Costabella, Cà da girò, Sciareda, Mulec, Carreggio, Cannelle, Monteggia, Paù, Pian da Preja